# Bugatti Type 40
Pour les articles homonymes, voir Bugatti (homonymie) et 40.
 (avril 2023).
Si vous disposez d'ouvrages ou d'articles de référence ou si vous connaissez des sites web de qualité traitant du thème abordé ici, merci de compléter l'article en donnant les références utiles à sa vérifiabilité et en les liant à la section « Notes et références ».
La Bugatti Type 40 est une voiture de sport du constructeur automobile Bugatti, conçue par Ettore Bugatti, à base de moteur 4 cylindres 12 soupapes, fabriquée à environ 830 exemplaires de 1926 à 1931.

## Histoire
Ettore Bugatti oriente sa production à partir des Bugatti Type 30 de 1922 vers des voitures de sport d'élite 8 cylindres en ligne ACT 24 soupapes. Marguerite Mareuse (1889-1966) et Odette Siko (1899-1984) furent les premières femmes à prendre le départ des 24 Heures du Mans, dans une Bugatti Type 40.

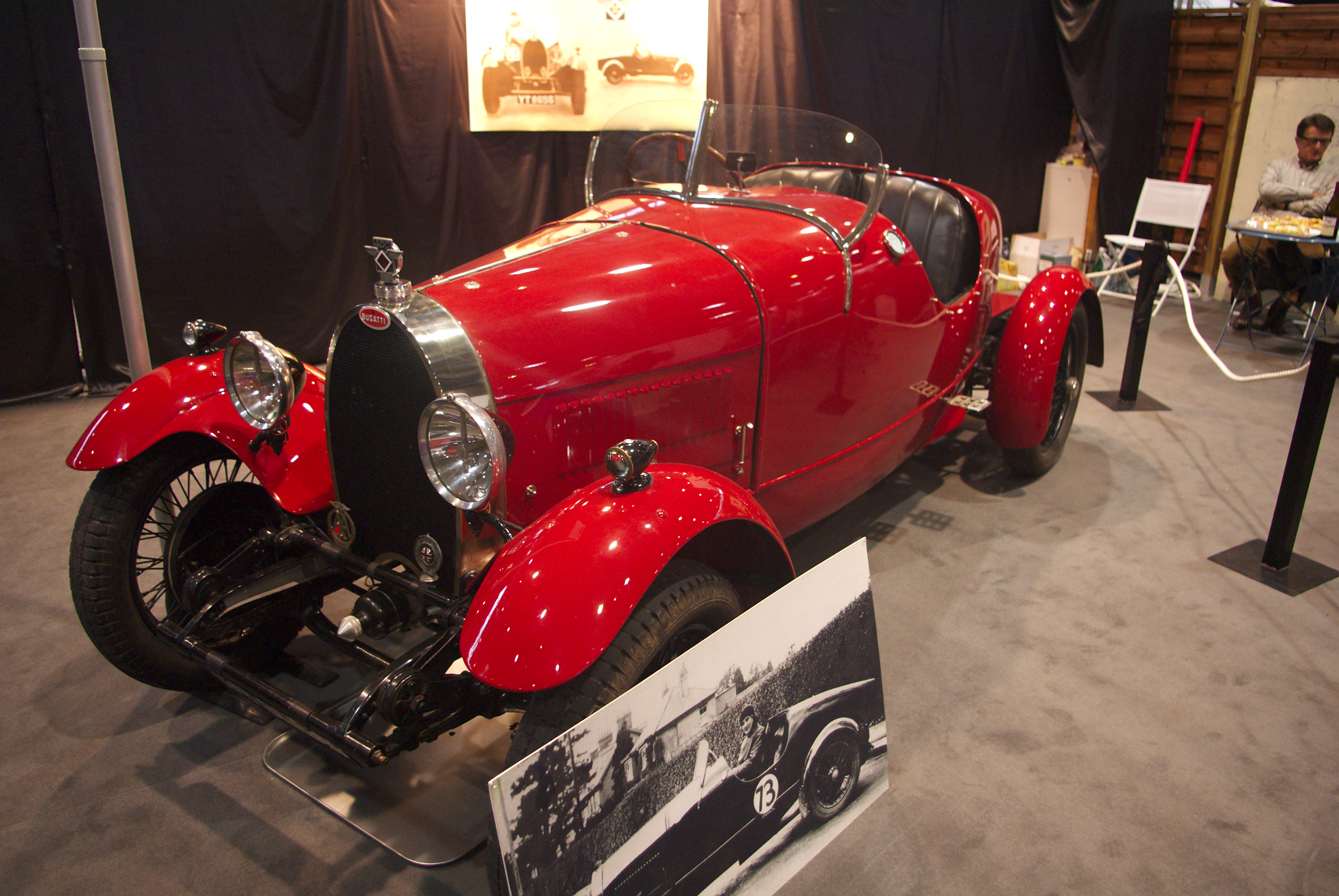
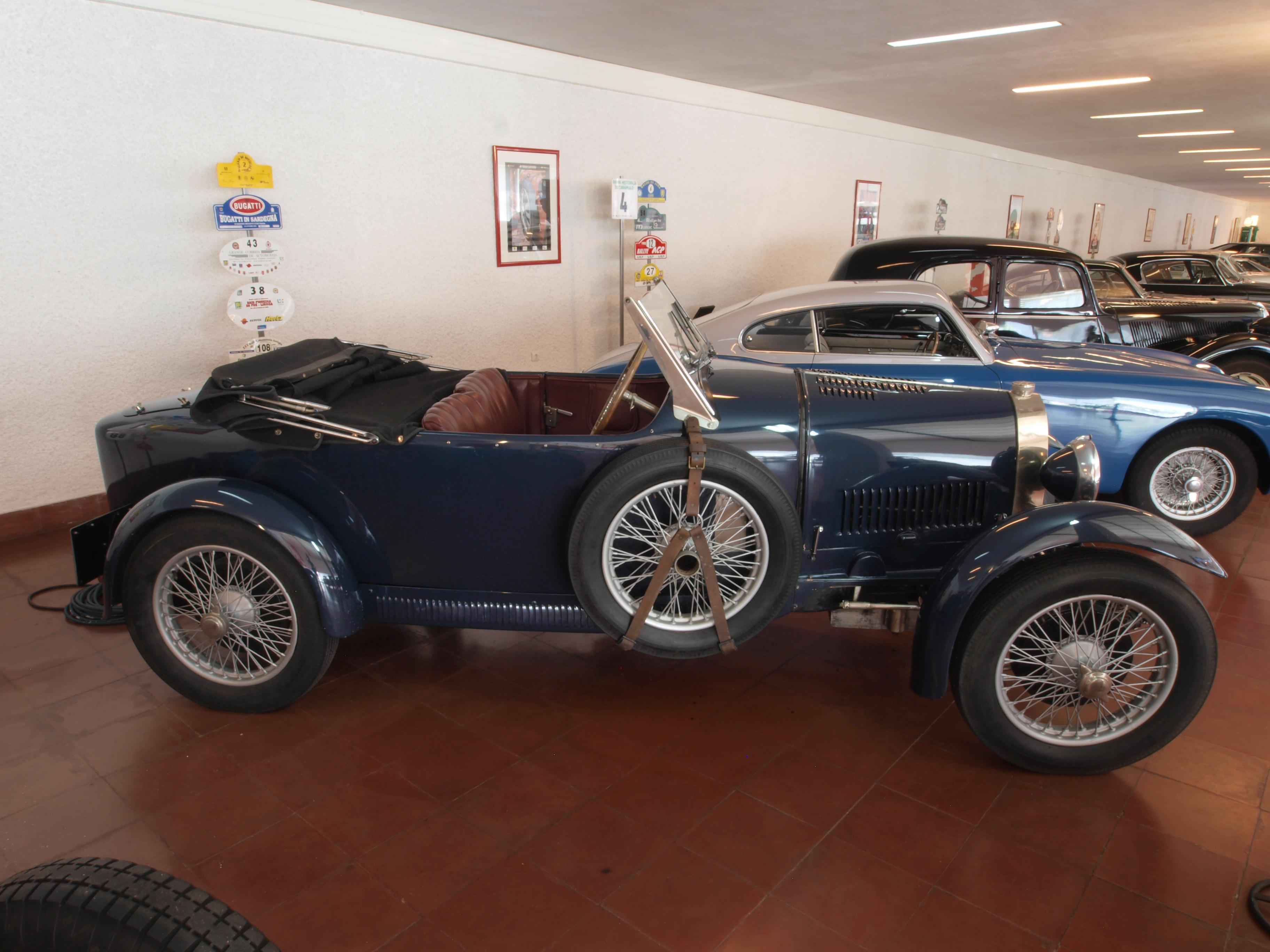
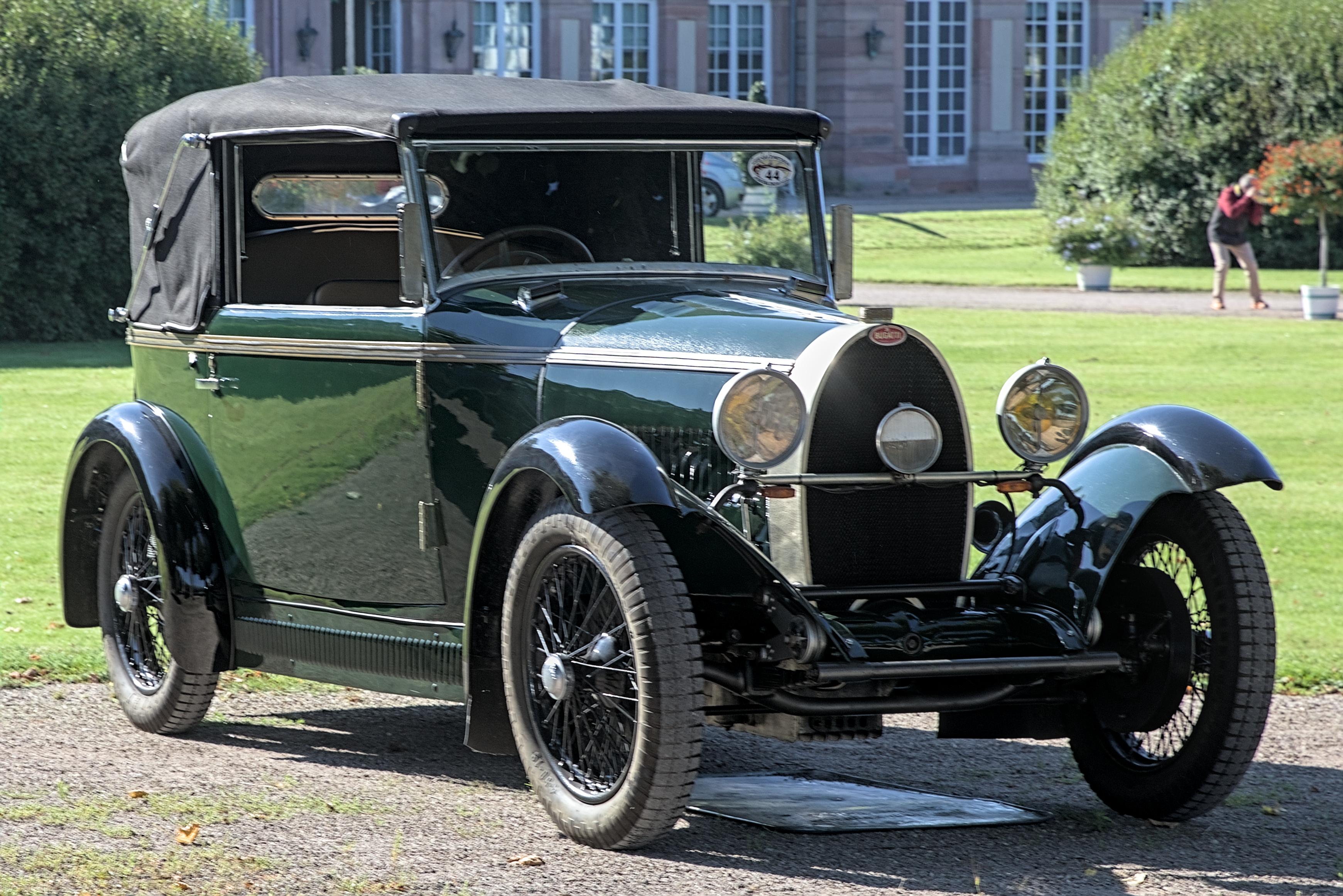

Il commercialise cet ultime modèle 4 cylindres de la marque (variante des Bugatti Type 38 de 8 cylindres de 2 L de cylindrée) pour succéder aux Bugatti Brescia à moteur 4 cylindres 16 soupapes de 1919 (déclinées en Bugatti Type 13, 22, 23, 27).

### Motorisation
Bugatti domine la compétition mondiale des années 1920 avec ses Bugatti Type 35 et 37 (à moteurs 4 ou 8 cylindres) de 1924. Ce modèle de voiture routière reprend le 4 cylindres (bridé à 45 ch) Type 37 monobloc (en) ACT 12 soupapes de 1,5 L (3 soupapes par cylindre, 2 d'admission et 1 échappement),,,.  

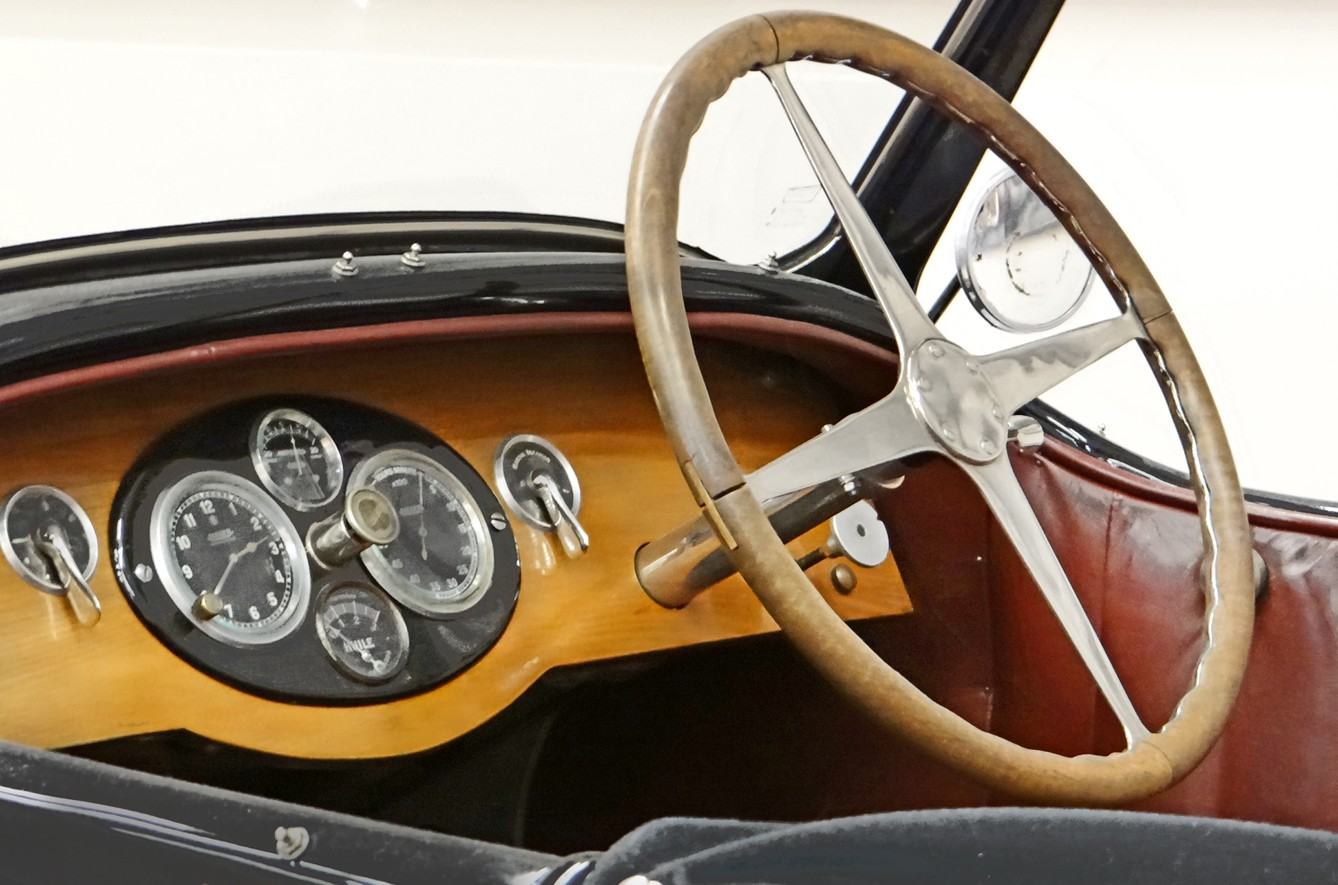
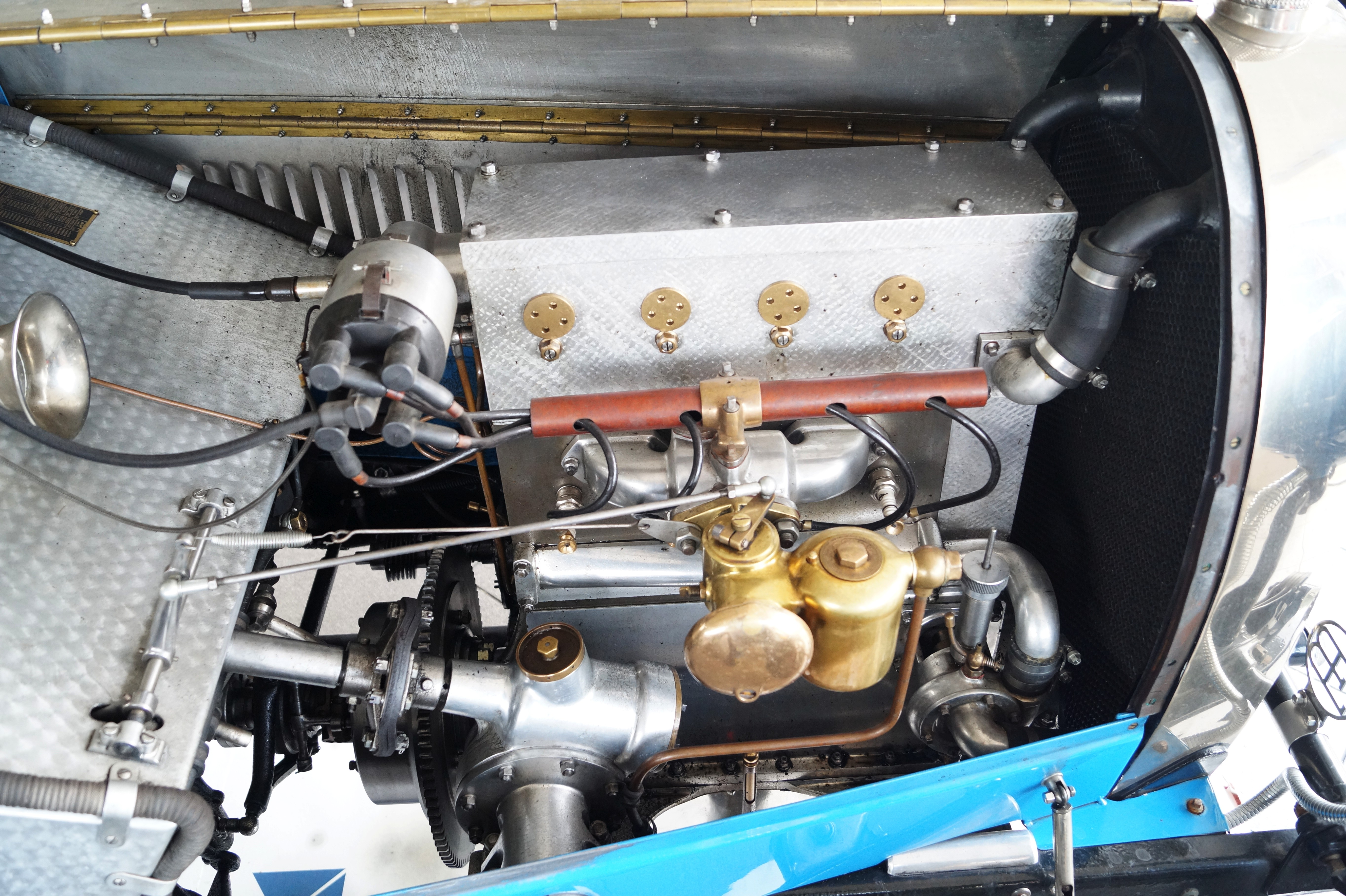
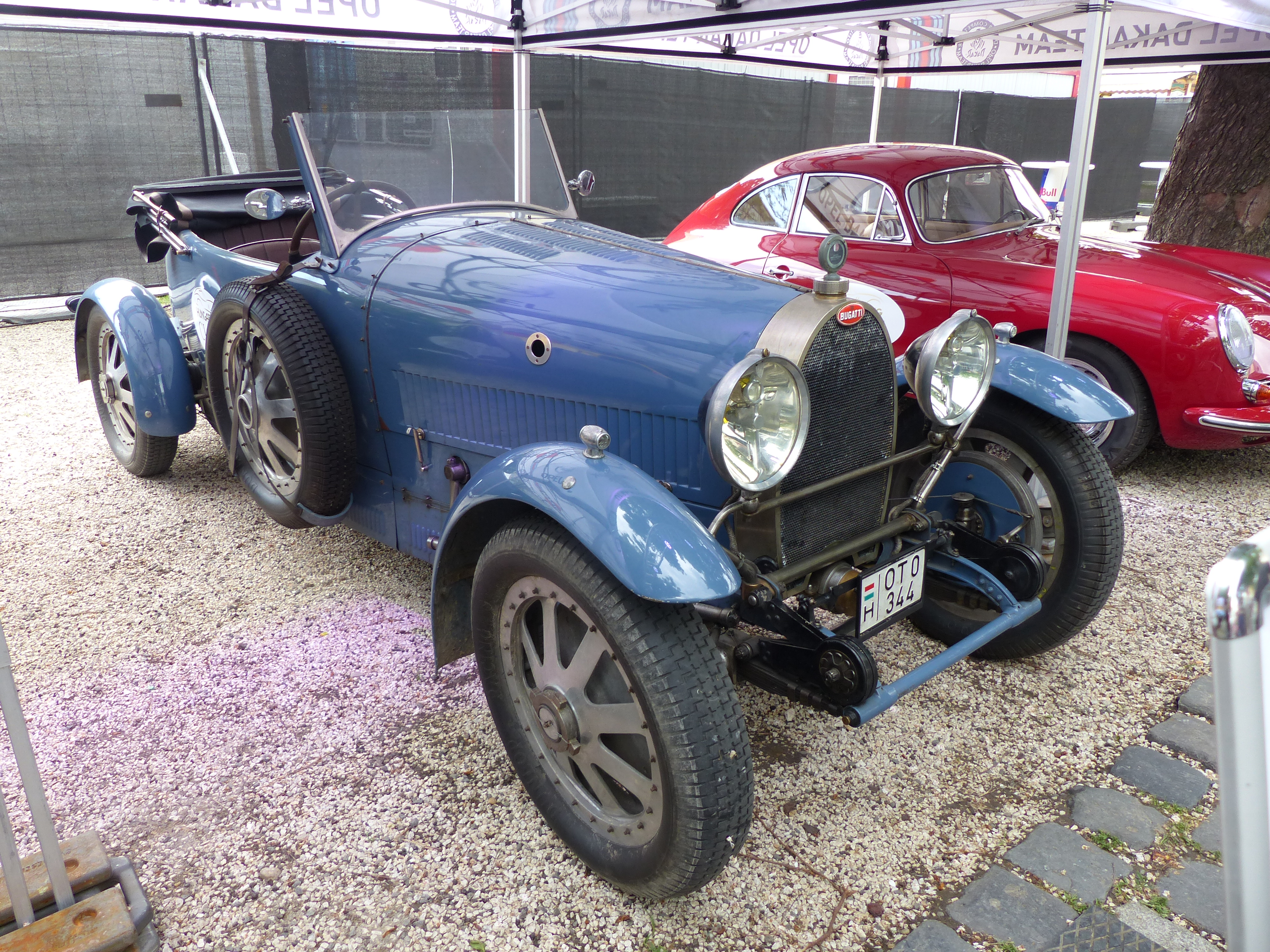

Une version Type 40A lui succède en 1930, produite à une cinquantaine d'exemplaires jusqu'en 1931, avec une cylindrée de 1,6 L à double allumage de 50 ch pour une vitesse de 125 km/h. 

### Carrosserie
Les Bugatti Type 40 sont carrossées par de multiples formes de carrosseries personnalisées : torpédo, Grand Sport, berline, roadster coupé cabriolet, limousine, pick-up...

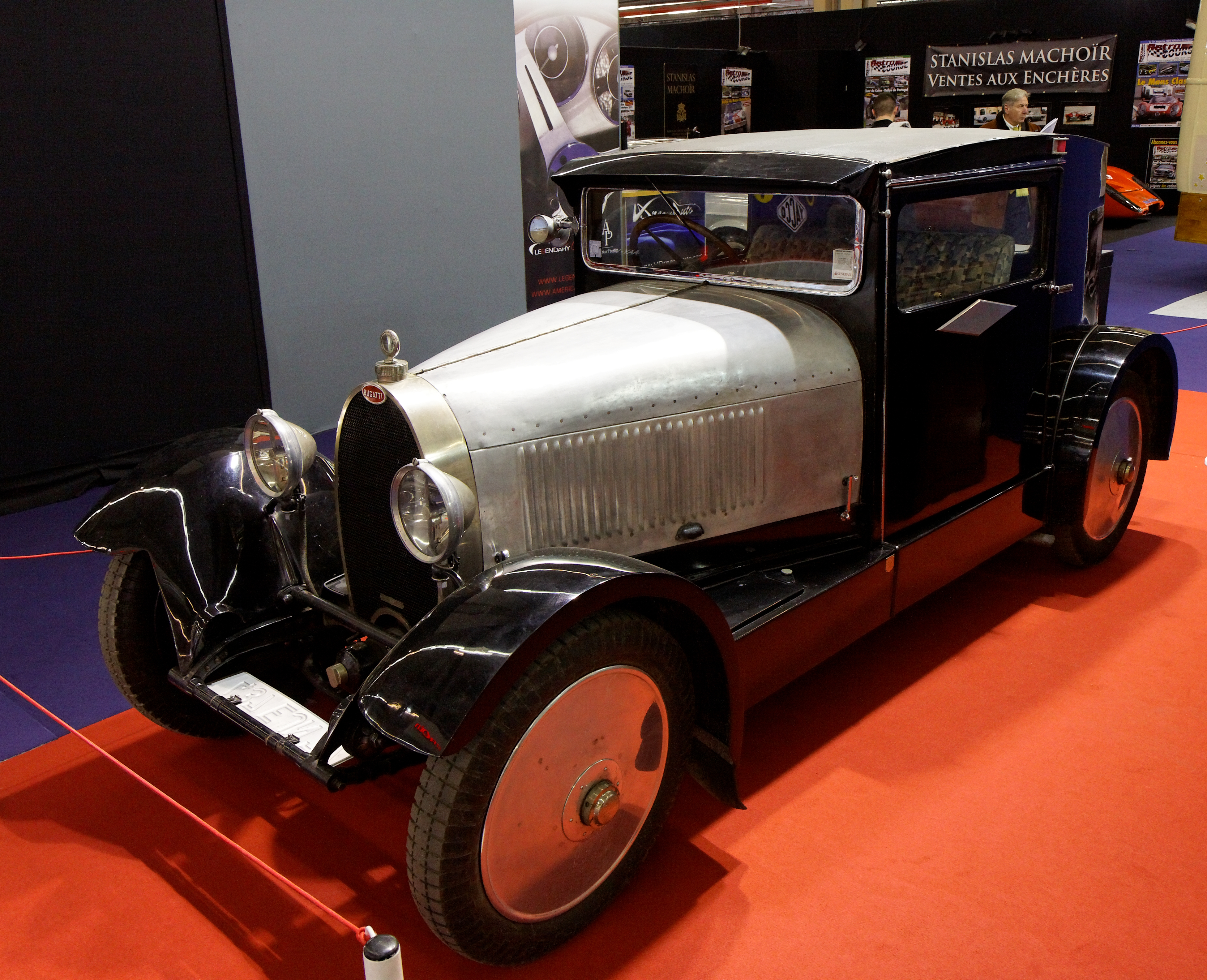
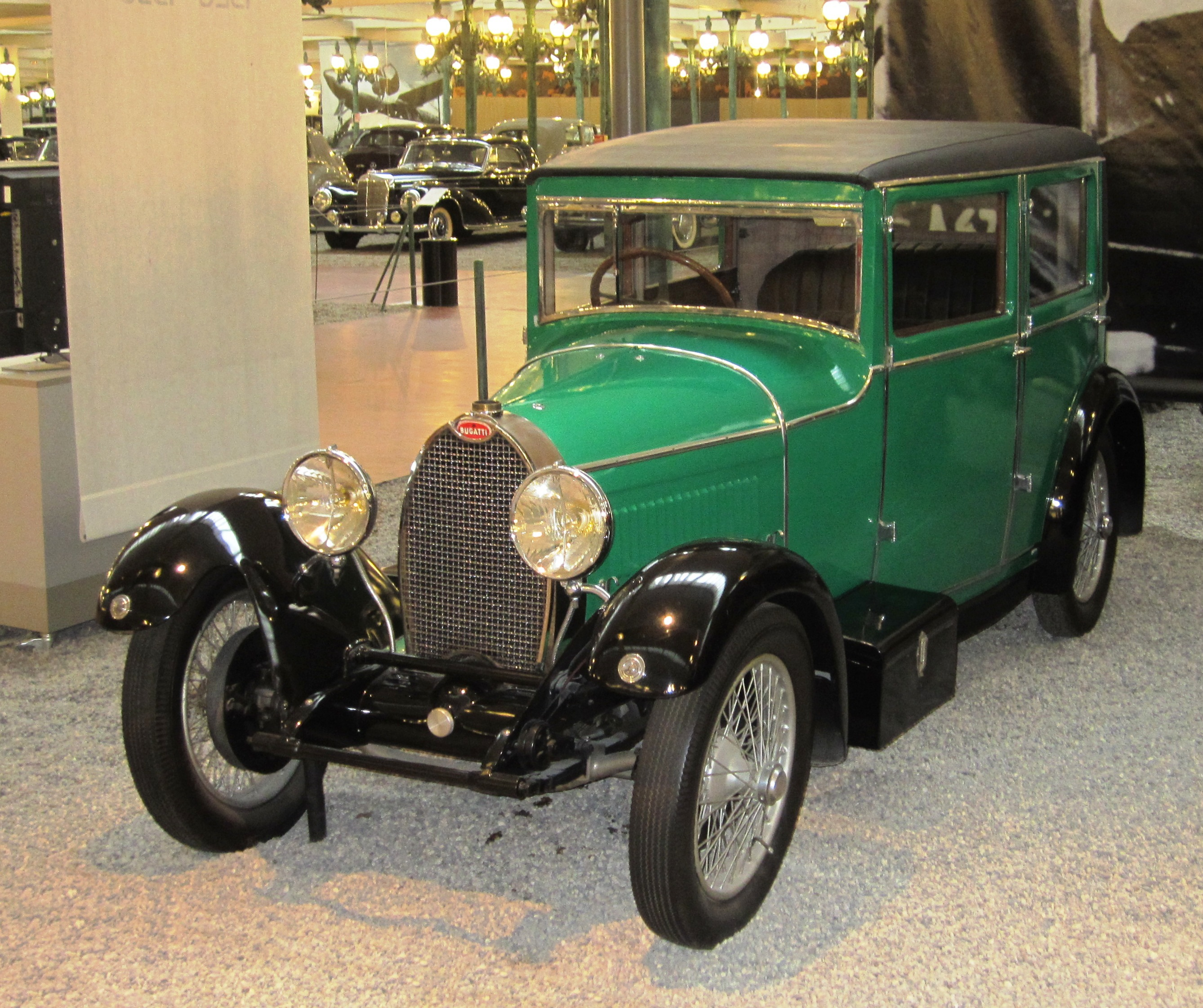
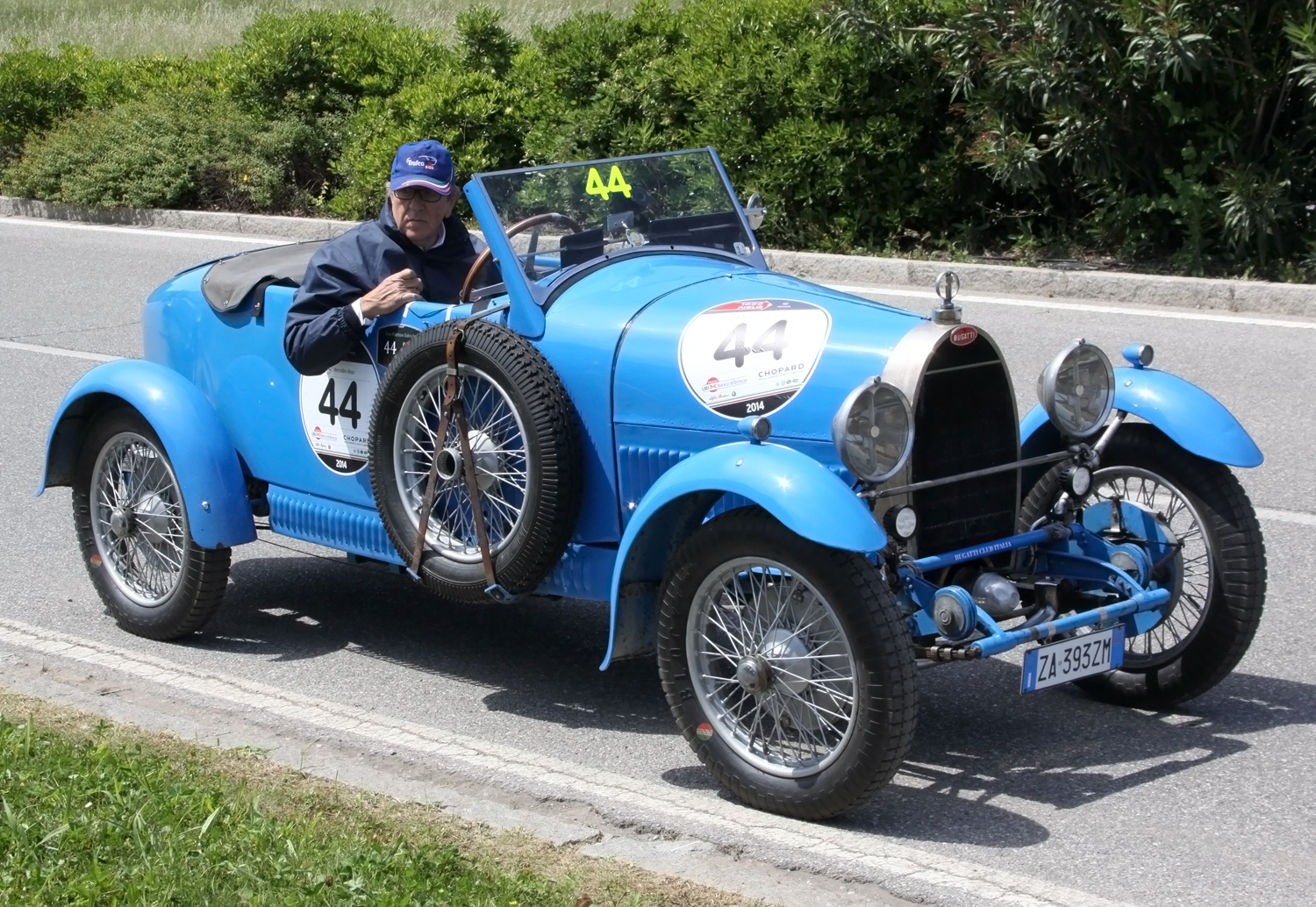